# Struga Papowska
Struga Papowska – ciek płynący przez Pojezierze Chełmińskie. Jej długość wynosi 16 km. Odwadnia ona tereny o powierzchni 31 km². Płynie rynną subglacjalną, przepływając przez szereg śródpolnych eutoficznych jezior (Jezioro Papowskie, Jeleniec, Jezioro Czyste). Uchodzi do rzeki Fryby 8 km przed jej ujściem do Wisły. Struga nie jest odbiornikiem ścieków. Przepływa przez tereny rolnicze (grunty orne).